# 阿爾特曼和庫內
阿爾特曼和庫內是一間專門制造朱古力的公司，由艾米爾·阿爾特曼於1928年成立，全盛時期曾有三間分店，其產品更多次被時代雜誌選為復活節購物名單中，不過現時僅剩下位於維也納市中心的一間門市。